# Touch (The Supremes)
Touch è un album del gruppo musicale R&B The Supremes, pubblicato nel 1971 dalla Motown.

## Tracce
1. This Is the Story
2. Nathan Jones
3. Here Comes the Sunrise
4. Love It Came to Me This Time
5. Johnny Raven
6. Have I Lost You
7. Time and Love
8. Touch
9. Happy (Is a Bumpy Road)
10. It's So Hard for Me to Say Goodbye

## Classifiche
| Classifica                      | Posizione più alta |
| ------------------------------- | ------------------ |
| U.S. Billboard 200              | 85                 |
| U.S. Billboard R&B Albums Chart | 4                  |
| Official Albums Chart           | 40                 |